# Djajadiningrat

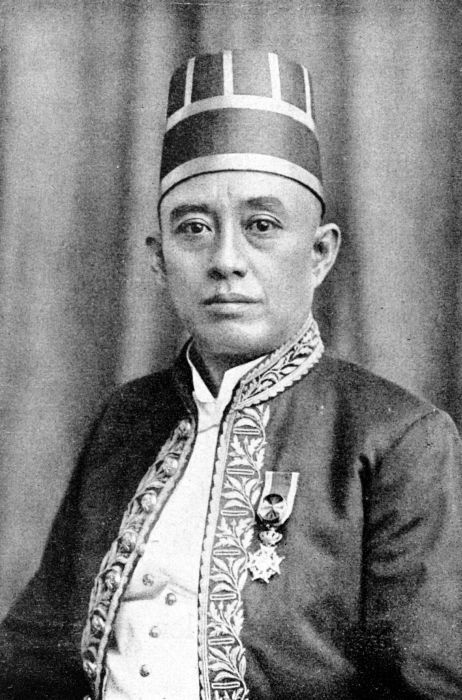
Achmad Djajadiningrat.

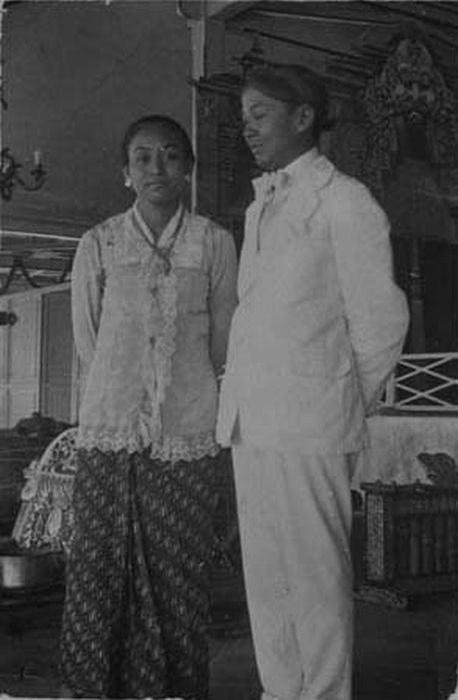
Hoesein Djajadiningrat et son épouse Partini, fille du prince Mangkunegara VII, en 1920

La famille Djajadiningrat est une famille de la noblesse de robe sundanaise, originaire de l'ancien sultanat de Banten.

## Personnalités
- Achmad Djajadiningrat (1877 - 1943) fut bupati de Serang (1901-24) puis à Batavia (1924-27). Il reçut alors le titre de Pangeran Aria (prince) du gouvernement colonial. Il fut au Volksraad (1918-29) puis au Raad van Indië ou "conseil des Indes" (1930-33).
- Hoesein Djajadiningrat (1886 - ) fut, en 1913, le premier Javanais des Indes néerlandaises (nom de l'Indonésie à l'époque coloniale) à soutenir une thèse aux Pays-Bas, à l'université de Leyde, en lettres. Cette thèse portait sur l'histoire ancienne de Banten.
- Hilman Djajadiningrat fut gouverneur du district fédéral provisoire de Batavia dans le cadre de la république des États-Unis d'Indonésie.
- Maria Ulfah Santoso (1911-1988), ministre des Affaires sociales de 1946 à 1947.

## Pour approfondir